# Железнодорожная линия Нижний Бестях — речной порт
Железнодорожная линия Нижний Бестях — речной порт — ветка железной дороги, связывающая станцию Нижний Бестях (АЯМ) и речной порт Нижнего Бестяха. Протяжённость линии составляет 9,1 километра.
Железная дорога проходит через посёлок Нижний Бестях.
На 2022 год железная дорога доходила до федеральной трассы А-360 Лена в окрестностях Нижнего Бестяха, строился путепровод под федеральной трассой А-360 Лена, строительство путепровода планировали завершить в октябре 2023 года, а саму ветку сдать в эксплуатацию до конца 2023 года. 
По состоянию на 10 декабря 2023 года было завершено строительство железнодорожного путепровода под федеральной трассой. Шла укладка железнодорожных путей в сторону грузового порта Нижнего Бестяха.
25 апреля 2024 года было уложено «золотое звено», ветка полностью построена. 
Сам речной порт находится в процессе строительства, полное окончание работ планируется в 2030 году.